# Ernst Bäckert
Ernst Bäckert (geboren 26. Januar 1899 in Wiechs, Schopfheim; gestorben 11. November 1962 in Laufen an der Eyach) war ein deutscher Kommunalpolitiker und NSDAP-Funktionär. 

## Leben
Ernst Bäckert war der älteste von fünf Söhnen des Gastwirts und Metzgers Ernst Bäckert sen. und der Lina Jost. Er besuchte die Volksschule in Wiechs und vier Jahre die Mittelschule in Schopfheim und machte eine Lehre als Wäscher. Seine Eltern ließen sich 1915 scheiden, und Ernst zog mit dem Vater nach Stetten am kalten Markt, wo dieser auf dem Truppenübungsplatz Heuberg eine Stelle als Verwalter gefunden hatte. Bäckert wurde 1917 Soldat und versuchte ab 1919 erfolglos an der Handelsschule in Calw einen besseren Schulabschluss zu machen. Ab 1921 arbeitete Bäckert als Magazinverwalter in dem von Marie Baum geförderten Kindererholungsheim auf dem von der Reichswehr geräumten und entmilitarisierten Heuberg. Er heiratete Romana Hangarter, sie hatten drei Kinder. 
Bäckert übernahm im Laufe der Zeit von seinem Vater die Leitung der Feuerwehrkapelle und auch die Leitung der örtlichen Feuerwehr, die ihn bis dato (2017) als Ehrendirigent führt. Bäckert trat zum 1. November 1930 der NSDAP bei (Mitgliedsnummer 359.223) und gründete nach der Reichstagswahl 1930 die erste NSDAP-Ortsgruppe im Amtsbezirk Meßkirch, er wurde nebenberuflicher NSDAP-Kreisleiter. Bäckert kandidierte 1930 erfolglos bei Bezirks- und Kreistagswahlen, wurde aber auf der NSDAP-Tarnliste „Wählergruppe für sparsame Verwaltung“ in den Gemeinderat in Stetten gewählt. Nach der Machtübergabe an die Nationalsozialisten 1933 wurde Bäckert von der nunmehr nationalsozialistischen Bezirksregierung zum stellvertretenden Bürgermeister in Stetten ernannt, und er ließ sich am 28. Mai 1933 mit einer absoluten Mehrheit zum hauptberuflichen Ersten Bürgermeister wählen. Bäckerts Bemühungen, den Truppenübungsplatz ökonomisch wiederzubeleben, hatten erst im April 1934 Erfolg. Vorher war dort, nachdem das sozialreformerische Kinderheim geschlossen wurde, das Konzentrationslager Heuberg eingerichtet worden, das aber schon im November 1933 auf den Kuhberg nach Ulm verlegt wurde. 
Als es in der Amtsbezirksstadt Meßkirch zu einem Gerangel der neuen NSDAP-Parteimitglieder um die Pfründen im öffentlichen Dienst und in den öffentlichen Aufträgen kam, ergriff Bäckert für die eine Seite Partei und ließ widerspenstige Parteimitglieder inhaftieren. Nach einem von Reichsstatthalter Robert Wagner befohlenen Personaltausch zwischen Meßkirch und Stetten wurde Bäckert Bürgermeister von Meßkirch und bezog mit 470 RM gegenüber vorher das doppelte Gehalt. 
Als der Amtsbezirk Meßkirch 1936 aufgehoben wurde, wechselte Bäckert in die NSDAP-Verwaltung und wurde hauptamtlicher Kreisleiter von Stockach. 1941 übernahm er auch noch das Kreisleiteramt im NSDAP-Bezirk Überlingen und führte nunmehr 6800 Parteimitglieder in einer Region mit 80.000 Einwohnern. Im Januar 1941 wurde er zum Oberbereichsleiter befördert. Außerdem erhielt er im Laufe seiner Dienstzeit das Kriegsverdienstkreuz II. und I. Klasse, das Goldene Parteiabzeichen und wurde von der Reichspropagandaleitung zum Reichsredner ernannt. Bäckert wurde 1942 durch den neuen Stockacher Kreisleiter Albert Zimmermann entlastet und konzentrierte sich auf die Parteiarbeit in Überlingen, sein Gehalt betrug nun 1080 RM.
Am 28. April 1944 verursachte der betrunkene Bäckert als Fahrer einen Autounfall, bei dem die mitfahrende Kreisfrauenschaftsleiterin Margarete Lang starb. Der vormalige Überlinger Kreisleiter und nun NSDAP-Reichshauptamtsleiter Gustav Robert Oexle war ein Pflegesohn der Familie Lang und verlangte ein Strafverfahren gegen Bäckert, womit er sich bei der Berliner NSDAP-Führung gegen die Gauleitung Baden durchsetzte. Bäckert wurde zunächst parteiintern mit der Ablösung vom Kreisleiteramt und Gehaltsreduzierung disziplinarisch bestraft. Am 27. März wurde er dann vom Landgericht Konstanz wegen fahrlässiger Tötung zu fünf Monaten Gefängnis verurteilt. Bäckert wurde in diesen Wochen noch zum Inspekteur des Volkssturms in Südbaden ernannt.
Bäckert wurde am 9. Mai 1945 im Vorarlberg verhaftet und war danach bis Februar 1949 in verschiedenen Gefängnissen und Internierungslagern inhaftiert, wobei er nun auch Strafen aus Nachkriegsgerichtsverfahren wegen Körperverletzung und Nötigung aus seiner Zeit als Kreisleiter verbüßen musste. Zudem wurde er zu zwei Monaten Gefängnis verurteilt, weil er in der Zeit des Nationalsozialismus einer Frau vor dem Stettener Rathaus das Haupthaar zur Glatze abschneiden ließ, weil diese ein Verhältnis mit einem polnischen Zwangsarbeiter hatte.
Bäckert zog nach seiner Haftentlassung zu einem Sohn nach Laufen an der Eyach, arbeitete als Versandleiter in einem Industriebetrieb und dirigierte die lokale Feuerwehrkapelle.